# Monterrey Open 2017
Il Monterrey Open 2017, conosciuto anche come Abierto GNP Seguros 2017 per motivi di sponsorizzazione, è stato un torneo femminile di tennis giocato sul cemento. È stata la 9ª edizione del torneo, facente parte della categoria International nell'ambito del WTA Tour 2017. Si è giocato al Club Sonoma di Monterrey, in Messico, dal 3 al 9 aprile 2017.

## Partecipanti

### Teste di serie
| Nazionalità | Giocatrice               | Ranking* | Testa di serie |
| ----------- | ------------------------ | -------- | -------------- |
| Germania    | Angelique Kerber         | 1        | 1              |
| Russia      | Anastasija Pavljučenkova | 17       | 2              |
| Francia     | Caroline Garcia          | 23       | 3              |
| Spagna      | Carla Suárez Navarro     | 24       | 4              |
| Ungheria    | Tímea Babos              | 27       | 5              |
| Russia      | Ekaterina Makarova       | 35       | 6              |
| Francia     | Alizé Cornet             | 44       | 7              |
| Stati Uniti | Christina McHale         | 46       | 8              |

* Ranking al 20 marzo 2017.

### Altre partecipanti
Le seguenti giocatrici hanno ricevuto una wild card per il tabellone principale:
- Ekaterina Makarova
- Francesca Schiavone
- Renata Zarazúa

Le seguenti giocatrici sono entrati nel tabellone principale passando dalle qualificazioni:

- Kristie Ahn
- Lesley Kerkhove
- Tereza Martincová
- Nadia Podoroska

## Campionesse

### Singolare
Anastasija Pavljučenkova ha sconfitto in finale  Angelique Kerber con il punteggio di 6-4, 2-6, 6-1.
- È il nono titolo in carriera per Pavlyuchenkova, il primo della stagione.

### Doppio
Nao Hibino /  Alicja Rosolska hanno sconfitto in finale  Dalila Jakupovič /  Nadežda Kičenok con il punteggio di 6-2, 7–6(4).